# Jérémy Pied
Jérémy Pied (Grenoble, 23 februari 1989) is een Frans voetballer die doorgaans als rechtsback speelt. Hij verruilde Southampton in augustus 2018 transfervrij voor Lille OSC.

## Clubcarrière
Pied stroomde in 2009 door uit de jeugd van Olympique Lyon. Dat verhuurde hem gedurende het seizoen 2009/10 aan FC Metz. Hiervoor maakte hij vier doelpunten in 37 wedstrijden in de Ligue 1. Hij debuteerde op de eerste speeldag van het seizoen 2010/11 voor Olympique Lyon, tegen AS Monaco. Hij kwam na 76 minuten op het veld als invaller voor Bafétimbi Gomis. Op de vijfde speeldag van het seizoen mocht hij voor het eerst in de basiself beginnen, tegen Valenciennes. Hij bedankte zijn coach voor het vertrouwen met een doelpunt op aangeven van Jimmy Briand. Pied debuteerde op 14 september 2010 in de Champions League, als invaller tegen Schalke 04. Hij verving Michel Bastos, die het enige doelpunt van de wedstrijd maakte. Claude Puel schonk Pied het vertrouwen en liet hem regelmatig starten. Tijdens het seizoen 2010/11 speelde hij 25 competitiewedstrijden voor Lyon. Het seizoen erna werd hij vooral als wisselspeler gebruikt en kwam hij tot een totaal van 14 wedstrijden. Op 26 augustus 2012 werd hij voor een transfersom van drie miljoen euro verkocht aan OGC Nice, waar hij een vierjarig contract tekende.

## Interlandcarrière
Pied speelde verschillende interlands voor Frankrijk –19 en Frankrijk –20. Hij speelde één wedstrijd voor Frankrijk –21, een vriendschappelijke wedstrijd tegen Tsjechië –21 waarin hij de volledige wedstrijd op het veld stond.

## Erelijst
| Kampioen Ligue 1 | 1x | 2020/21 |

1 Mannone ·
2 Mandi ·
4 Alexsandro ·
5 Gudmundsson ·
6 Bentaleb ·
7 Haraldsson ·
8 Angel Gomes ·
9 David ·
10 Cabella ·
11 Sahraoui ·
12 Meunier ·
13 Zedadka ·
14 Umtiti ·
16 Caillard ·
17 Mukau ·
18 Diakité ·
19 Fernandez-Pardo ·
20 Bakker ·
21 André  ·
22 Santos ·
23 Zhegrova ·
26 André Gomes ·
27 Bayo ·
28 Fernandes ·
29 Mbappé ·
30 Chevalier ·
31 Ismaily ·
32 Bouaddi ·
Coach: Génésio
· Assistent-coach: Bréchet